# Knyszewicze Małe
Knyszewicze Małe – przysiółek wsi Chmielowszczyzna w Polsce, położony w województwie podlaskim, w powiecie sokólskim, w gminie Szudziałowo.
W latach 1975–1998 przysiółek administracyjnie należał do województwa białostockiego.